# Richard Hönigswald
Richard Hönigswald, född 18 juli 1875, död 11 juli 1947, var en tysk filosof.
Richard Hönigswald blev docent 1906, 1916 extra ordinarie och 1919 ordinarie professor i Breslau. Han var 1930–1933 professor i München. Hönigswald utgick från den av Alois Riehl utformade kriticismen. Filosofins uppgift var att undersöka objektivitetsproblemet. Objektiva omdömen förutsätter, att den ena människan kan förstå, vad den andra upplever och åsyftar (Verständigung). Filosofin måste därför analysera innebörden av och relationerna mellan begreppen "det givna", "upplevelse", "mening" och "tänkande". Hönigswald kom därvid att lägga allt större vikt vid sambandet mellan språket och tänkandet. Bland Hönigswalds många kunskapsteoretiska arbeten märks Zum Streit über die Grundlagen der Mathematik (1912), Die Grundlagen der Denkpsychologie (1921, 2:a upplagan 1925), Vom Problem des Rhythmus (1926), Grundfragen der Erkenntnistheorie (1931), Geschichte der Erkenntnistheorie (1933), Kausalität und Physik (i Sitzungsberichte der Preussischen Akademie der Wissenschaften. Physologisch-mathematische Klasse, 1933) och Philosophie und Sprache (1937). Hönigswald var även en självständig och uppslagsrik problemhistoriker, som bland annat skrev Philosophie des Altertums (1917), Die Philosophie von der Renaissance bis Kant (1923), Hobbes und die Staatsphilosophie (1924), Leibniz (1928) och Denker der italienischen Renaissance (1938). Hönigswald ägnade också stort intresse åt pedagogiska och psykiatriska problem. Han utgav serien Wissenschaftliche Grundfragen, 1–12 (1924–1933). Sin kunskapsteoretiska systematik framställde Hönigswald i Deutsche systematische Philosophie nach ihren Gestaltern, 1 (1931).